# 沃尔夫冈·沙伊德尔
沃尔夫冈·沙伊德尔（德語：Wolfgang Scheidel，1943年3月1日—），德国男子雪橇运动员。他曾代表东德参加1968年和1972年冬季奥林匹克运动会雪橇比赛，其中1972年冬季奥运会获得一枚金牌。